# Жадинское
Жа́динское — село в Гаврилово-Посадском районе Ивановской области России, входит в состав Шекшовского сельского поселения.

## География
Село расположено в 2 км к северу от центра сельского поселения — села Шекшово и в 2 км к юго-востоку от районного центра — города Гаврилов Посад.  Жадинское находится на автодороге 24Н-284 Суздаль — Гаврилов Посад.

## История
В старинные времена село располагалось южнее современного места, за оврагом. В 1810 году Жадинское сгорело, и крестьяне по распоряжению помещика Бутурлина поселились вдоль трактовой дороги. На старом месте осталась каменная шатровая Николаевская церковь с колокольней, построенная в 1798 году на средства прихожан, первое упоминание о селе относится к этому же году. В 1854 году на новом месте была построена помещиком Бутурлиным тёплая каменная церковь в честь Святого пророка Иоанна Предтечи. В 1877 году на средства прихожан при церкви была возведена каменная колокольня.</ref>
В 1859 году Жадинское было владельческим селом Суздальского уезда Владимирской губернии, насчитывавшим 78 дворов и 507 жителей.  В 1893 году приход состоял из одного села, в котором числился 61 двор, 234 мужчины и 286 женщин. С 1886 года в селе действовала земская народная школа, размещавшаяся в отдельном здании. В советское время церковь Иоанна Предтечи была полностью разрушена.
В конце XIX — начале XX века село входило в состав Бородинской волости Суздальского уезда Владимирской губернии. С 1929 года село входило в состав Шекшовского сельсовета Гаврилово-Посадского района, с 2005 года — в составе Шекшовского сельского поселения.
Происхождение названия
Название села, вероятно, происходит от древнерусского имени Жаден, образованного от слова «жадати» — «сильно желать, хотеть чего-либо» (современное «жаждать»). Имя Жаден зафиксировано в документах XII века. Топонимы, производные от этого имени (Жадково, Жадино, Жадина Лука, Жадово), распространены в новгородских землях.

## Население
| 1859 год | 1897 год | 1905 год | 2010 год |
| 507      | 502      | 516      | 1        |

## Достопримечательности
- Полуразрушенная Церковь Николая Чудотворца (1798 год)[10].

## Известные уроженцы и жители
- Коровин, Иван Евдокимович —  уроженец села, участник Первой мировой войны, награждён Георгиевскими крестами III и IV степеней.
- Куликов, Алексей Михайлович — уроженец села, активный участник революционных выступлений в Гавриловом Посаде в 1906 году.
- Куликов, Маркел Яковлевич — уроженец села, участник Первой мировой войны, награждён Георгиевским крестом IV степени.
- Куликов, Семён Михайлович — уроженец села, участник Первой мировой войны, награждён Георгиевским крестом IV степени.
- Назаров, Юрий Александрович (род. 1940) — уроженец села, профессор, лауреат звания «Народный учитель России».
- Новиков, Сергей Михайлович (1915—?) — уроженец села, участник Великой Отечественной войны, полковник запаса, кавалер двух орденов Красной Звезды и двух орденов Красного Знамени.

## Документы по истории села
В архивах и краеведческих изданиях сохранились документы, отражающие различные аспекты истории села Жадинское. Среди них:
- 1498 год: Мировая запись о спорных монастырских землях[11]
- 1762 и 1764 годы: Сказки о помещичьих крестьянах Опольского стана Суздальского уезда[11].
- 1812 год: Сведения о гаврилово-посадских ополченцах[11].
- 1853 год: Описание села в «Вестнике Императорского Русского географического общества»[11].
- 1857 год: Статистические сведения в «Статистических трудах» И. Ф. Штукенберга[11].
- 1867—1939 годы:  Материалы Владимирских епархиальных ведомостей, земских собраний,  газеты «Колхозный край» и другие документы, освещающие вопросы церковной жизни, земского самоуправления,  экономики и социальной жизни села в XIX—XX веках [11].
- 1941—1944 годы:  Данные о погибших в плену жителях села в годы Великой Отечественной войны [11].